# ハイミス探偵日記シリーズ
『ハイミス探偵日記シリーズ』（ハイミスたんていにっきシリーズ）は、1983年にテレビ朝日系「土曜ワイド劇場」で放送されたテレビドラマシリーズ。全2回。主演は浅茅陽子。

## キャスト
尾形明美
演 - 浅茅陽子
フリーカメラマン。

### ゲスト
第1作『瀬戸内海殺人事件 女28歳の疑惑 「殺人現場は瀬戸内 ?東京?」』
- 和久秋房（重枝家に出入りする青年） - 原田大二郎
- 重枝恒子（明美の姉・昌光の妻・画家） - 水野久美
- 重枝昌光（地質学教授） - 穂積隆信
- 宮本園江（重枝家のお手伝い） - 池波志乃
- 下川辰平、鶴賀二郎、湖条千秋、丹古母鬼馬二、近藤準、松浪志保、成瀬正、河合絃司、重久剛一、森章二、大月ウルフ、山根久幸、林健樹、香野麻里、工藤時子、徳永まゆみ、北村明男、中嶋俊一、片桐須一郎

第2作『ハイミス探偵日記 空中サーカス殺人事件 女ピエロはなぜ街を走ったか?』
- ゆかり（サーカス団の団員） - MIE
- ピエロのカメさん（サーカス団の団員） - 大坂志郎
- サーカス団の団長 - 南利明
- 福島（サーカス団の団員） - 伊庭剛
- 編集長（明美の上司） - 梅津栄
- 峯岸（暴力団の団長） - 名和宏
- 下川辰平、茅島成美、岸じゅんこ、小鹿番、一柳みる、斉藤真、北条清嗣、うえづみのる、北町嘉朗、森章二、岩城力也、湖条千秋、友金敏雄、岡部正純、伊沢一郎、田中由美子、小甲登技恵、平川広美、渡辺明信、河上恭徳、高瀬夏子、小池優子、森祐子、佐野香織、馬場泰衣、飯島祐子、後藤明子、井上敦子、庄盛克也、内藤正順、江田平八郎、原田充成、羽田敦博、山形紳也、横山司、川崎昭一、橘小夜子、照井善勝、沼田紀代子、木村信一、森田昌征、安西まゆみ

## スタッフ
- 原作 - 草野唯雄
- 脚本 - 高橋稔
- 監督 - 松尾昭典
- 音楽 - 三枝成章
- プロデューサー - 阿部征司、秋元隆夫、大熊邦也、仲川利久、奥田哲雄
- 制作 - 朝日放送、東映

## 放送日程
| 話数 | 放送日        | サブタイトル                                              | 原作                 | 脚本   | 監督     | 視聴率 |
| ---- | ------------- | --------------------------------------------------------- | -------------------- | ------ | -------- | ------ |
| 1    | 1983年3月19日 | 瀬戸内海殺人事件 女28歳の疑惑 「殺人現場は瀬戸内? 東京?」 | 『瀬戸内海殺人事件』 | 高橋稔 | 松尾昭典 | 15.0%  |
| 2    | 1983年8月20日 | 空中サーカス殺人事件 女ピエロはなぜ街を走ったか?          |                      | 高橋稔 | 松尾昭典 | 13.1%  |